# Альт-дівчина

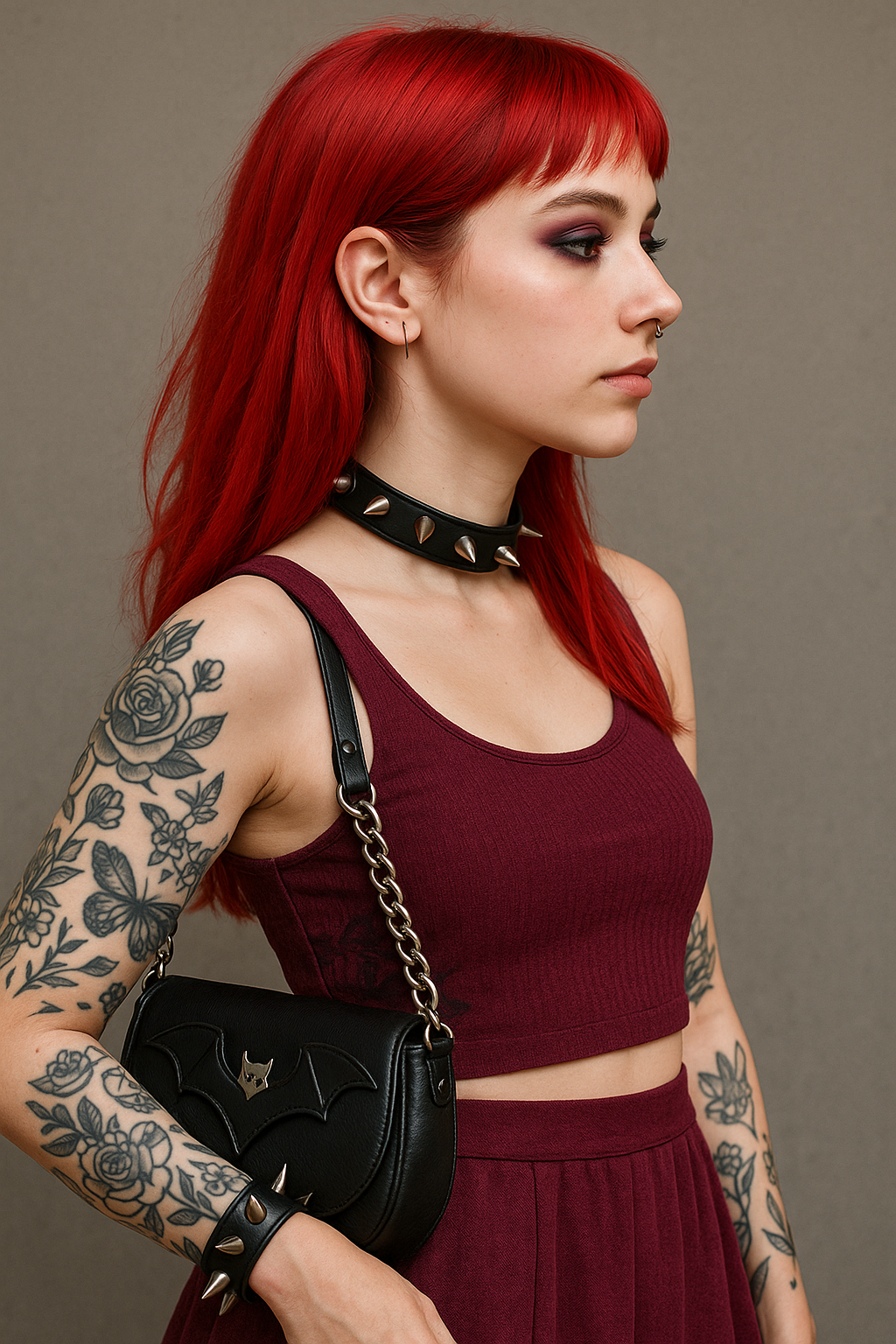
Приклад представниці Alt-girl з характерними рисами одягу та зовнішності

Альт-дівчина (з англ. alt-girl), альтушка (від рос. альт + девушка) — представниця сучасної молодіжної субкультури «альт» (від англ. alternative), що виникла у 2020—2021 роках. Субкультура поширилась у TikTok та фандомах як відповідь на масовість та одноманітність, її прихильниці прагнуть виділитися за допомогою нестандартних ідей, стилю одягу та манери поведінки. Термін «альтушка» часто використовується зі зневажливим відтінком на позначення дівчат, що намагаються виділятись на фоні інших.

## Історія
Популяризацію субкультури першочергово пов'язують з платформою TikTok, де серед користувачів у 2020 році почав набирати популярності поділ на «straight» TikTok, зі звичним та традиційним контентом, що транслює прийняті в суспільстві норми та ідеали, і «alt» або «elite» TikTok з більш специфічним контентом, в основному від прихильників різних субкультур. Представники «альтернативного Tik-Tok» часто кепкували над більш традиційними відео, які вони вважали крінжовими і несмішними на противагу немейнстримному і неординарному контенту на «їхньому боці».
Коріння естетики сучасних «альт-дівчат» можна простежити до трендів 2000-х: субкультур емо, інді та сценерів. Завдяки TikTok прихильниці «підпільних» субкультур, яких раніше часто висміювали та піддавали остракізму, тепер можуть набирати мільйони переглядів в інтернеті.

### У відеоіграх
Персонажки-представниці цієї субкультури стали головними героїнями російської візуальної новели «Альтушка для скуфа».

## Стиль
Об'єднує альт-дівчат, як правило, естетика та спільний стиль, а не погляди на музику, кіно чи літературу.
На думку альт-дівчат, їхній зовнішній вигляд — це бунт проти звичних шаблонів та стандартів краси. Для них характерне поєднання абсолютно різних стилів.
Поширені образи зазвичай включають оверсайз речі, важкі черевики, широкі штани. Часто образ має суміш елементів одягу емо та панків.
В естетиці переважає похмура атмосфера, але допустимі яскраві елементи, зокрема, типовим є пофарбоване в кислотно-яскравий колір волосся та виразний макіяж на обличчі.

## Критика
В основному, представниць субкультури критикують через позерство, «інакшість» лише для картинки, без глибокого поринання в незвичайні хобі та захоплення, які демонструють.